# Henry Hudson

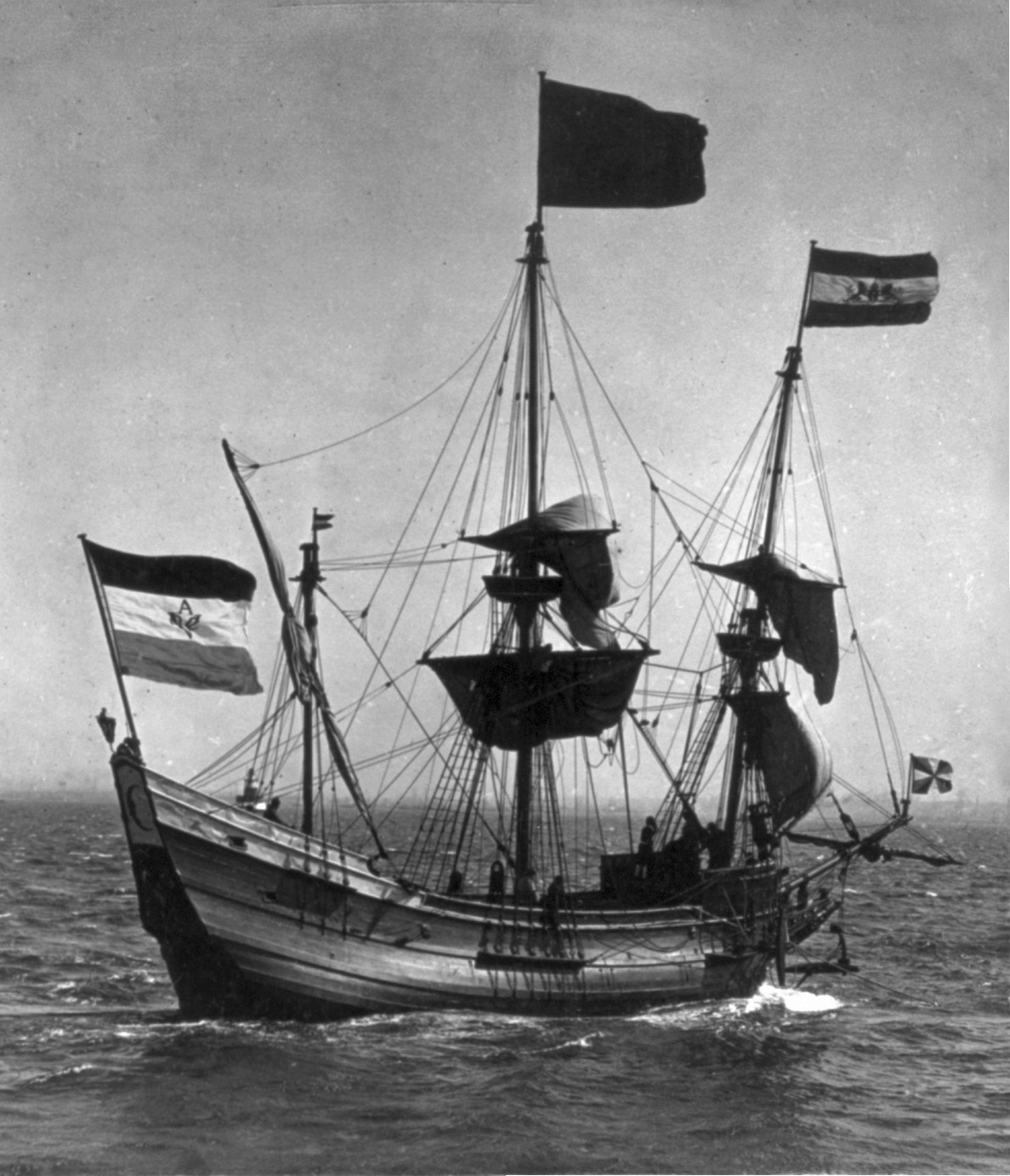
Skeppet "Halve Maen"

Henry Hudson, född ca 1565 i London, England, död 1611 förmodligen vid Hudson Bay i nuvarande Kanada, var en engelsk sjöfarande och upptäcktsresande.
Han omtalas först 1607, då han på uppdrag av "moskovitiska kompaniet" försökte segla tvärs över Nordpolen i östlig riktning. Hans fartyg ("Hopeful") var mycket litet och hade endast 10 mans besättning. Han avseglade i maj men tvingades på grund av ismassor att från Grönland ta av i nordöstlig riktning, och nådde då Spetsbergen. Han fortsatte längs ögruppens kuster och seglade till 81° N, då expeditionen på grund av livsmedelsbrist tvingades vända om. På hemvägen upptäckte han den ö som sedan fick namnet Jan Mayen. Följande år gjorde han ett försök att finna Nordostpassagen. Han styrde förbi Nordkap österut och nådde fram till Novaja Zemlja, där han hindrades av is och tvingades vända om. På uppdrag av holländska ostindiska kompaniet försökte han 1609 med skeppet "Halve Maen" (Halvmåne) finna en genomfart åt väster, på lägre breddgrader, och utforskade då trakten vid mynningen av den flod som sedermera uppkallades efter honom: Hudsonfloden. Sin sista resa företog han 1610 med skeppet "Discovery" för engelsk räkning åt samma väderstreck, men nordligare. Han reste norrut längs Grönlands västra kust, seglade genom Hudsonsundet och kom så in i den efter honom benämnda viken.
Då han först trodde sig ha kommit fram till Stilla havet, undersökte han vikens östra kust och övervintrade i Jamesbukten. I juni följande år blev han åter fri och styrde skeppet hemåt. Brist på livsmedel och missnöje med Hudson som befälhavare fick besättningen att göra myteri. Hudson, hans son eller fosterson och några andra sattes av de upproriska i en båt som stöttes ut bland isen och lämnades åt sitt öde. Av besättningen kom endast några få fram till Irland, de övriga slogs ihjäl av sina kamrater eller omkom av hunger. Från England gick 1612 två fartyg under Sir Thomas Buttons befäl för att försöka ta reda på vad som hade hänt med Hudson. Men trots efterforskningar såväl av honom som av William Baffin (1614) förblev Hudsons och hans olyckskamraters öde höljt i mörker.